# Jay and the Americans
Jay and the Americans est un groupe vocal masculin américain de pop formé à Brooklyn en 1960, populaire dans les années 1960,.
Leurs plus grands tubes sont She Cried (1960), Come a Little Bit Closer (1964), Let's Lock the Door (And Throw Away the Key) (1965) et Cara mia (1965),,,,.
Le groupe se sépare en 1970 avant de se reformer en 2006.